# IC 48
IC 48 = IC 1577 ist eine linsenförmige Galaxie vom Hubble-Typ SA0 im Sternbild Walfisch südlich der Ekliptik. Sie ist schätzungsweise 269 Millionen Lichtjahre von der Milchstraße entfernt und hat einen Durchmesser von etwa 80.000 Lichtjahren.
Das Objekt wurde am 30. November 1888 vom US-amerikanischen Astronomen Edward Barnard entdeckt.